# Subulispora africana
Subulispora africana är en svampart som först beskrevs av Morgan-Jones, R.C. Sinclair & Eicker, och fick sitt nu gällande namn av P.M. Kirk 1985. Subulispora africana ingår i släktet Subulispora, divisionen sporsäcksvampar och riket svampar.   Inga underarter finns listade i Catalogue of Life.